# جوان كلارك (كاتبة)
جوان كلارك (بالإنجليزية: Joan Clark)‏ (12 أكتوبر 1934)؛ كاتبة للأطفال، كاتِبة وروائية كندية.